# Načirema
Načirema ("Američan" napsaný pozpátku) je termín používaný v antropologii a sociologii při popisování aspektů společnosti a chování občanů Spojených států amerických. Tento neologismus úmyslně vytváří pocit distancování od sebe-sama, aby se tak američtí antropologové mohli dívat na svou vlastní kulturu objektivněji.

## „Rituál těla u kmene Načirema“
Tento termín byl poprvé použit v sociologickém slova smyslu v článku „Rituál těla u kmene Načirema“, který za využití satiry popisuje antropologické články zaměřené na „ostatní“ kultury (tj. neamerické) a kulturu Spojených států amerických. Článek napsal antropolog Horace Mitchell Miner a původně jej publikoval ve vydání časopisu American Anthropologist z června 1956.
V článku Miner popisuje Načiremy, málo známý kmen žijící v Severní Americe. Způsob, jakým pojednává o kuriózních praktikách tohoto kmene čtenáře vzdaluje od skutečnosti, že popsaný severoamerický kmen ve skutečnosti odpovídá novodobým Američanům z poloviny 50. let.
Minerův článek se stal populárním dílem, otištěným v mnoha antropologických učebnicích. Článku se týkalo vůbec největší množství žádostí o znovuotištění v historii časopisu American Antropologist.
Některé z aspektů kultury kmene Načirema zahrnují: šamani a bylinkáři (tj. lékaři, psychiatři a lékárníci), kouzelná krabička (lékárnička) nebo obřadní omývání úst (čištění zubů).  Tyto rituální očistné praktiky jsou popsány tak, jako by se popsaným způsobem člověk choval vzhledem k přítomnosti posvátných rituálů. Tyto posvátné aspekty jsou rituály, kterých se každý Načirema účastní po celý svůj život. 